# Mariehamns Centralantenn Ab
Mariehamns Centralantenn Ab, oftast kallat MCA, är ett företag på Åland som levererar analog-TV, digital-TV och radio. Distribution sker dels via ett kabel-TV-nät i Mariehamn som ägs av Mariehamns Telefon Ab men disponeras med ensamrätt av MCA[källa behövs], dels via IP-Connects[källa behövs] fibernät på fasta Åland.
I utbudet via kabel-TV-nätet har tidigare ingått 59 digitala och 8 analoga TV-kanaler (där alla analoga även sändes digitalt) samt 14 radiokanaler.[källa behövs] Ett grundutbud och de analoga kanalerna krävde inte abonnemang, medan övriga digitala kanaler krävde programkort.[källa behövs] Radiokanalerna distribueras via kabelnätets infrastruktur.[källa behövs]
EPG infördes för de digitala kanalerna i februari 2010.[källa behövs]